# Masjid-an-Noor
Masjid-an-Noor es la primera y única mezquita en la provincia de Terranova y Labrador, Canadá. La mezquita está localizada en la capital de la provincia, San Juan de Terranova, y fue construido en 1990 para la Asociación Islámica de Terranova y Labrador (Muslim Association of Newfoundland and Labrador). Una gran proporción de la congregación son estudiantes o profesorados en la Memorial University of Newfoundland.